# Arris International
ARRIS Group Inc. — американская компания, производитель телекоммуникационного оборудования, которая предоставляет кабельным операторам высокоскоростные системы передачи данных, видео и телефонии для дома и офиса. Штаб-квартира компании находится в городе Суони (англ., штат Джорджия), а проектное, производственное и сбытовое подразделения, офисы услуг и продаж расположены по всему миру.
Одними из наиболее популярных продуктов компании являются телефонные модемы TM402P и TM502G.
В России известна как компания-партнёр национального оператора связи «Ростелеком», так как её модемами снабжаются многие DOCSIS-абоненты.

## Приобретения
В 2007 году ARRIS купила компанию C-COR.
1 сентября 2009 года ARRIS купила часть активов EG Technology, компании из Атланты (США).
22 сентября 2009 года приобрела активы компании Digeo (включая бренд  Moxi, англ.), приблизительно за $20 млн.
19 декабря 2012 года подписала соглашение с Google о приобретении подразделения Motorola Mobility Home Business за $2,35 млрд.
22 февраля 2017 года Arris Group объявила о покупке подразделения Ruckus Wireless (англ.) у компании Broadcom Inc. за $800 млн.
8 ноября 2018 года компания CommScope анонсировала соглашение о приобретении Arris за $7,4 млрд. ($31,75 за акцию)